# Bohúňovo
Bohúňovo este o comună slovacă, aflată în districtul Rožňava din regiunea Košice. Localitatea se află la altitudinea de 210 m deasupra n.m., se întinde pe o suprafață de 6,81 km2 și în 2017 număra 278 de locuitori.

## Istoric
Localitatea Bohúňovo este atestată documentar din 1243.

## Demografie
| An:                | 1994 | 2004   | 2014    | 2024   |
| ------------------ | ---- | ------ | ------- | ------ |
| Număr de persoane: | 333  | 323    | 275     | 266    |
| Diferență:         |      | −3,00% | −14,86% | −3,27% |

| An:                | 2023 | 2024   |
| ------------------ | ---- | ------ |
| Număr de persoane: | 268  | 266    |
| Diferență:         |      | −0,74% |